# Svarttjärnen (Ekshärads socken, Värmland, 668210-135684)
Svarttjärnen är en sjö i Hagfors kommun i Värmland och ingår i Göta älvs huvudavrinningsområde.